# 张士毅
张士毅（1912年—1947年4月20日），原名白宝泉，字砥中，河北蓟县西焦庄（今天津市）人，中国共产党党员，革命烈士，中国抗日战争胜利后锦州市首任市长。

## 生平

### 早期
1912年出生于河北蓟县的一个中农家庭。1931年高小毕业，考入保定第二师范。保定二师是河北学潮最激烈的地方，张士毅接受了共产党的民主革命思想，成为学校革命的骨干之一，被学校以“赤化分子”罪名开除。随后入读通州第十师范学校，因进行反帝反封建宣传，再次被开除。1935年，受中国共产党帮助进入北平中国大学政治经济系学习，随后参加北平大学生一二·九运动，张是运动的骨干分子。

### 抗日救亡
1937年，抗日战争全面爆发，张士毅回到家乡继续进行革命活动，1937年冬成立蓟县第七区抗日救国会。1938年7月，根据上级指示，张士毅等人发动冀东抗日暴动，成立冀东抗日联军。10月加入中国共产党，参加开辟永定河以北地区的工作。1939年，担任房涞涿（房山、涞水、涿县）抗日联合县武装部主任。1942年初受共产党指派进入华北抗日联合大学法政学院社会科学系学习，兼任社科系党总支书记、学生总会主席。1943年8月重返冀东，任迁卢抚昌（迁安、卢龙、抚宁、昌黎）抗日联合县第一任县长。1945年，调任滦东地委敌区工作部部长，为八路军提供物资。

### 抗战胜利后
抗日战争胜利后随军出关执行接收工作，9月初随共产党冀察热辽军区司令员李运昌进入锦州。9月8日，李运昌成立中共辽西地委和辽西行政督察专员公署，张士毅任专员兼锦州市市长，同时兼任辽西工人教育团和辽西军政学校校长。张士毅在任内宣传了共产党的方针政策，随后开展反奸反特运动稳定社会秩序。1945年10月16日，将锦州市长职务移交给计明达，张士毅继续担任辽西专员。
1945年11月16日，国民党军队占领山海关，共产党军政机关于11月25日撤离锦州，向赤峰、承德转移。1946年春，根据上级指令，到绥中、建昌、凌源一带开展游击，并发动民众进行土地革命。1947年4月20日，张士毅在朝阳县松树嘴子村开展征粮工作时，受到国民党军队包围袭击，在战斗中身亡，得年35岁。

## 纪念
1949年11月25日，辽西省委为张士毅举行了追悼大会。张士毅的爱人陈健将遗骨从松树嘴子运回锦州，安葬在锦州烈士陵园。墓碑上写道：
|  | 士毅同志从青年时代就走向了革命道路，为工人阶级、为劳苦大众、为中国民族的伟大解放事业英勇奋斗，并最终坚贞不屈，流尽了他最后一滴血！他这种共产党员的高贵品质和崇高气节，永远是我们学习的榜样。 |

中华人民共和国成立后，为了纪念张士毅，松树嘴子村改名士毅村。1966年，东大屯公社为张士毅重树墓碑。